# ピーター・ガイ・マナーズ
ピーター・ガイ・マナーズ（Peter Guy Manners, 1915年5月15日 - 2009年8月21日 は、イギリスの自然医学者、電磁医学者。Sir Peter Guy Mannersとも記載される。音響振動療法の第一人者、サイマティクス分野での研究が有名。

## 事績

### サイマティクスへの関り

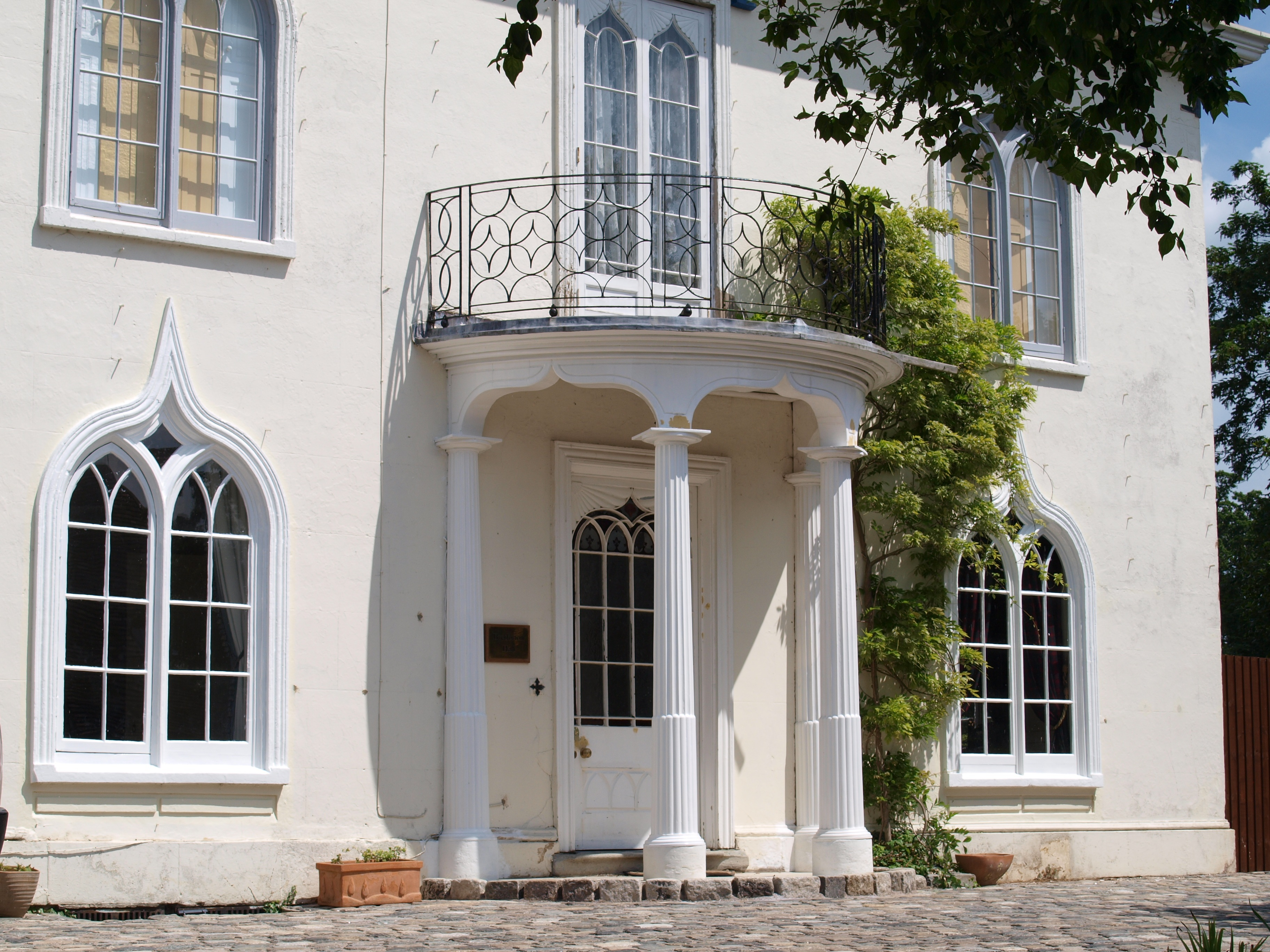
閉鎖後のクリニックの正面玄関(2014年)

マナーズはオックスフォード大学に在学中に医学部の学位をわずか3年で取得し、その成績を評価されパリのソルボンヌ大学へと留学をした。その後、オックスフォード大学で整骨学と電磁医療で博士の学位を取得し、卒業後は大学付属の病院へ勤めるが、病院側と彼の「薬を使う治療法や外科的手術による治療法は病気を直したことにならず、音や光を使って健康にできる方法を研究したい」、という意見との確執により病院を去ることとなる。またハイデルベルク大学へ移りサイマティクスを用いた医療を研究、多くの論文を執筆し博士の学位を取得。さらに、世界で初めて未熟児の黄疸治療に青色光線を用いた。
新しい治療方法を見つける目的で世界中を旅する中で、さまざまな代替医療を知ることとなり、それらに刺激を受けて自然医学と磁気療法を専門にするようになった。この時に、彼はサイマティクスを創始したハンス・ジェニーや生体電気工学の研究者であったハロルド・バーの研究に出会い、サイマティクスを用いた「音の治療的応用」の研究をし始めたそしてこれまでの研究結果を、音響振動療法(サイマセラピー、サイマティックセラピー)として名づけ形式化した。
1960年代、音響振動療法を用いた治療を実現するため、イギリスのウスターシャー州のブレットフォートンのブレットフォートンホールに、アカデミー兼クリニックとしてブレットフォートンホールクリニック(メディカルアカデミー)を設立し、ここで最初の音による治療装置を開発し、音響振動療法による臨床と研究を繰り返し、その治療法の普及に努めた。
1990年、マナーズは彼の著作の一つである、全13巻からなる『Cymatic and Bioenergetic Medicin』を刊行した。
2005年、マナーズはクリニックを閉業した。晩年は妻のドリーン(Doreen Manners)と共にコッツウォルズで暮らしていた。クリニックのあった建物はイギリス指定建造物のGrade IIに指定されている。また、日本のマナーズインターナショナル株式会社が設立したマナーズユニバーサルアカデミーがマナーズ博士が認定した世界で唯一の勉強の場所として運営されている。

### 代替医療への関り
1990年9月12日、彼の一連の研究への功績が認められ、スリランカに本部のある代替医療に関わる国際的な大学である、OIUCM(The Open International University for Complementary Medicines) からThe Academie Diplomatic de la paixを送られた。これは、パスポートと一緒に提示することで、持ち主が国際的にその分野で卓越的に認められたリーダとしての認識を与えられる。また、モスクワの生体エネルギー医学の名誉証明書を授与されているが、いずれも科学界では認められていない。その他にも、Journal of Alternative & Complementary Medicineにおいて終身顧問を務めたほか、OIUCMのMedicine Alternativeの終身会員としても活躍した 。

## 彼に関する記述の曖昧性
マナーズが研究した音響振動療法を用いた技術は、代替医療の一つとして世界で用いられていおり、インターネット上には彼に関する沢山のホームページが公開されている 。しかしながら、その情報は注釈にもあるように出典に記載のページ含めて、表記揺れが激しい。(例えば、彼が生誕した西暦を1916年とするものや、没年を8月22日とするものがある。)

## 著作
彼の著作の一例を示す。詳しいものは外部リンク及び典拠管理のWorldCatより参照。
書籍
- 『Cymatic and Bioenergetic Medicine』(出版:The Academy 1990年) 全13巻からなる書籍[11]。

VHS
- 『Cymatics therapy: the healing nature of sound』(出版:MACROmedia 1986年) 音響振動療法による慢性および急性の障害を治療するために開発した技術のいくつかを説明したもの[11]。
- 『Another way - another direction』(出版:The Bretforton Academy of Cymatic and Bio-energetic Medicine 1995年) マナーズ博士がクリニックで行った施術を記録したもの[11]。